# Ла-Шапель-дю-Лу-дю-Лак
Ла-Шапель-дю-Лу-дю-Лак (фр. La Chapelle du Lou du Lac) — муніципалітет у Франції, у регіоні Бретань, департамент Іль і Вілен. Ла-Шапель-дю-Лу-дю-Лак утворено 1 січня 2016 року шляхом злиття муніципалітетів Ла-Шапель-дю-Лу i Ле-Лу-дю-Лак. Адміністративним центром муніципалітету є Ла-Шапель-дю-Лу. Населення — 1025 осіб (01.01.2021).